# Grodno (Poméranie-Occidentale)
 (signalé en juillet 2025).
Si vous disposez d'ouvrages ou d'articles de référence ou si vous connaissez des sites web de qualité traitant du thème abordé ici, merci de compléter l'article en donnant les références utiles à sa vérifiabilité et en les liant à la section « Notes et références ».
- Archive Wikiwix
- Bing
- Cairn
- DuckDuckGo
- E. Universalis
- Gallica
- Google
- G. Books
- G. News
- G. Scholar
- Persée
- Qwant
- (zh) Baidu
- (ru) Yandex
- (wd) trouver des œuvres sur Wikidata

Pour les articles homonymes, voir Grodno (homonymie).
Grodno est une localité polonaise de la gmina mixte de Międzyzdroje, située dans le powiat de Kamień en voïvodie de Poméranie-Occidentale. Elle se situe à environ 23 km à l'ouest de la ville de Kamień Pomorski et 58 km au nord de la capitale régionale Szczecin.

## Géographie

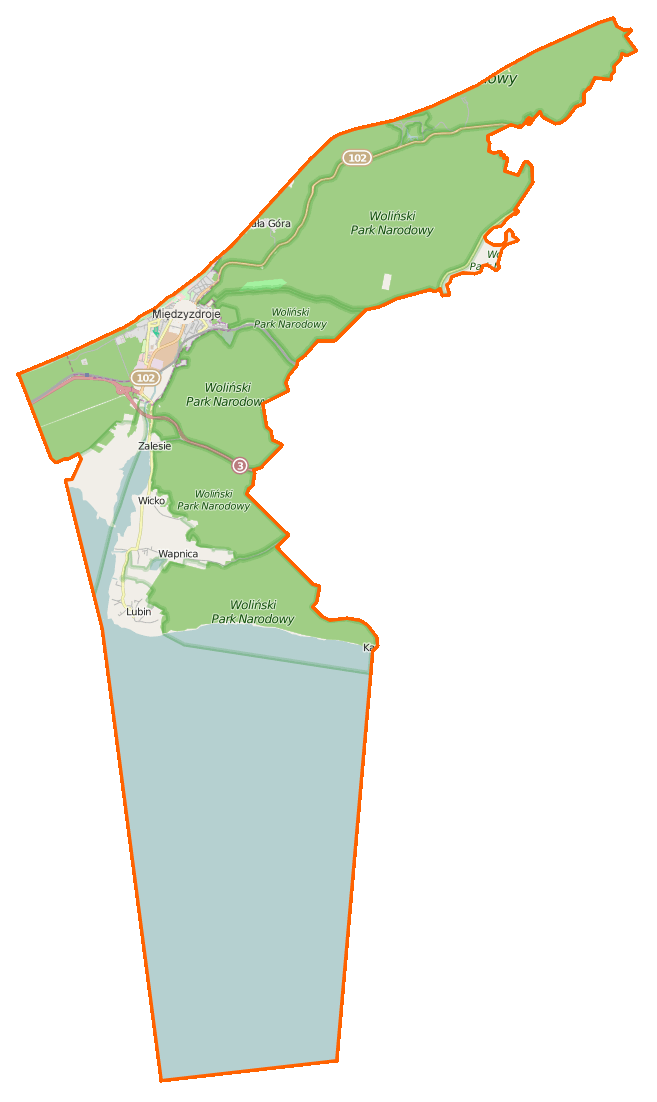
Carte de la gmina de Międzyzdroje.